# Фердинанд Георг Август фон Сакс-Кобург-Заалфелд
Фердинанд Георг Август фон Саксония-Кобург-Заалфелд (на немски: Ferdinand Georg August von Sachsen-Coburg-Saalfeld; * 28 март 1785, Кобург; † 27 август 1851, Виена) е принц, херцог на Саксония-Кобург-Заалфелд и генерал на кавалерията на австрийска служба.

## Живот
Той е вторият син на херцог Франц фон Саксония-Кобург-Заалфелд (1750 – 1806) и втората му съпруга графиня Августа Ройс Еберсдорф (1757 – 1831), дъщеря на граф Хайнрих XXIV фон Ройс-Еберсдорф (1724 – 1779). Брат му Леополд I (1790 – 1865) е от 1831 крал на белгийците. Сестра му Юлияна/Анна Фьодоровна (1781 – 1860) е омъжена за велик княз Константин Павлович. Сестра му Виктория (1786 – 1861) е майка на кралица Виктория.
През 1791 г. Фердинанд започва австрийска военна служба. На 28 декември 1824 г. той е фелдмаршал-лейтенант и на 11 юни 1841 г. генерал на кавалерията.
Фердинанд се жени на 30 ноември 1815 г. във Виена за богатата принцеса Мария Антония Габриела Кохари де Чабраг (* 2 юли 1797, Офен, Буда Пеща; † 25 септермври 1862, Виена), дъщеря на княз Фридрих Йозеф Кохари-Чабраг († 1826) и Мария Антония фон Валдщайн-Вартенберг (1771 – 1854). Преди това той трябва да стане католик. След смъртта на нейния баща тя наследява владенията му в Словакия и Унгария, а Фердинанд добавя към титлата си приставката Кохари.
Погребан е в херцогския мавзолей в гробището на Кобург.
- Фердинанд I херцог фон Саксония-Кобург-Заалфелд, 1829
- Принцеса Мария Антония Кохари

## Деца
Фердинанд и Мария Антония Габриела Кохари де Чабраг имат четири деца: 
- Фердинанд II (* 29 октомври 1816, Виена; † 15 декември 1885, Лисабон), крал на Португалия; женен I. за кралица Мария II Португалска (1819 – 1853), II. на 10 юни 1869 г. в Лисабон за Елиза Фридерика Хензлер, 1869 г. графиня фон Едла (1836 – 1929)
- Август Лудвиг Виктор (* 13 юни 1818; † 26 юли 1881), женен на 21 април 1843 г. за френската принцеса Клементина Бурбон-Орлеанска (1817 – 1907), дъщеря на френския крал Луи Филип I (1773 – 1850), и е баща на Фердинанд I, цар на България
- Виктория (* 16 фервруари 1822; † 10 ноември 1857), омъжена на 27 април 1840 г. за Луи херцог на Немур (1814 – 1896), син на френския крал Луи Филип I
- Леополд (* 31 януари 1824; † 20 май 1884), женен на 23 април 1861 г. във Виена (морганатичен брак) за Константина Аделхайд Тереза Гайгер (1835 – 1890)